# Rășinari
Rășinari (en alemany: Städterdorf; en hongarès: Resinár) és una comuna al comtat de Sibiu, Transsilvània (Romania). Té una població de 5.280 habitants (cens del 2011) i està compost per dos pobles, Prislop (Priszloptelep) i Rășinari.
Fins al 2012, Rășinari estava connectat amb Sibiu per una línia de tramvia d'uns 8 km a través del bosc de Dumbrava, però el servei regular va finalitzar el 2011 i des de 2013 gran part de la línia ha estat desmantellada.

## Història
A la segona meitat del segle xviii es va construir la residència dels bisbes ortodoxos de Rășinari, la primera d’aquestes característiques a Transsilvània. Avui les tradicions pastorals del poble s’incorporen al nou ritme de vida modern.

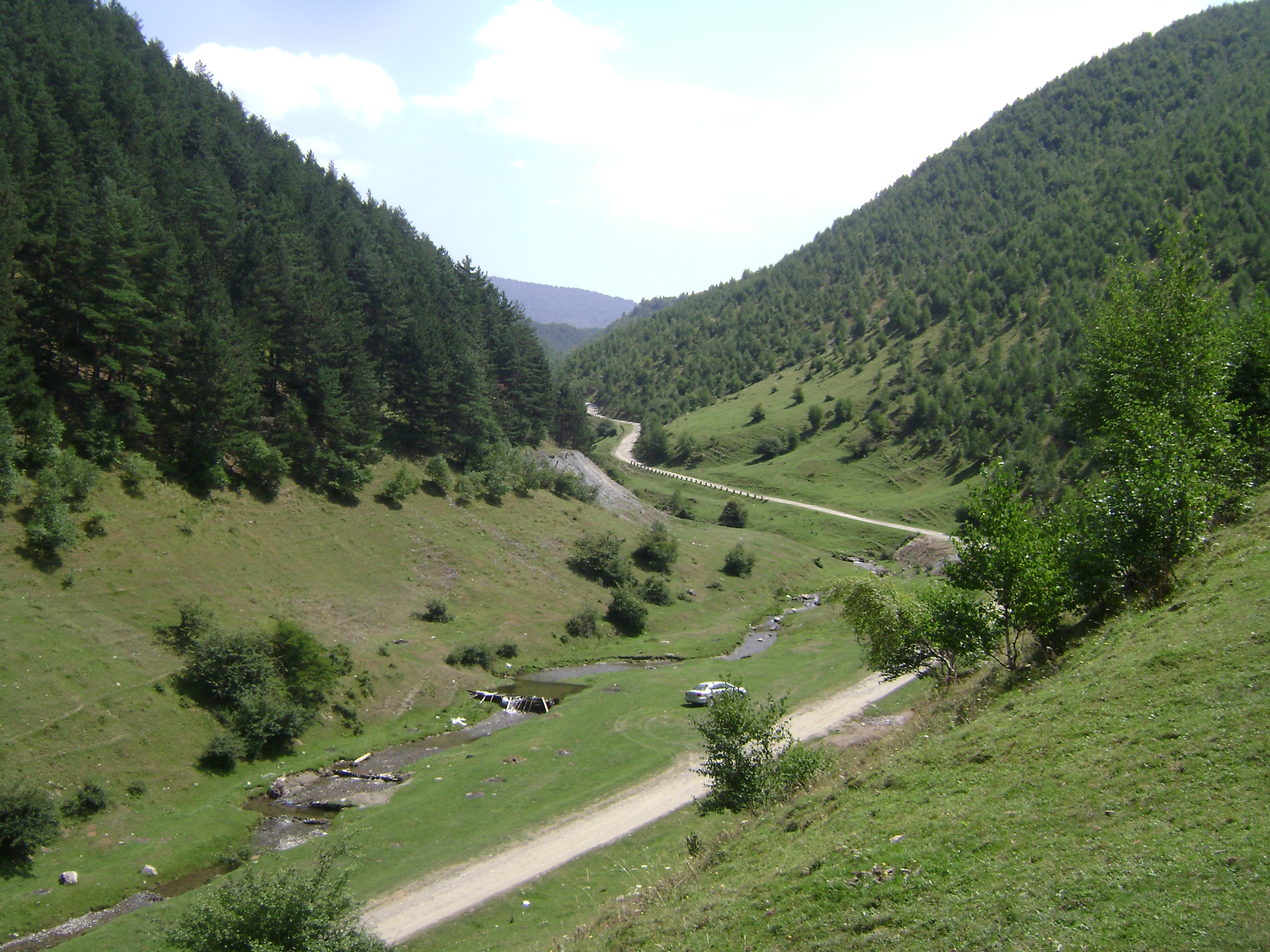
Vall de Sebeșel, Rășinari

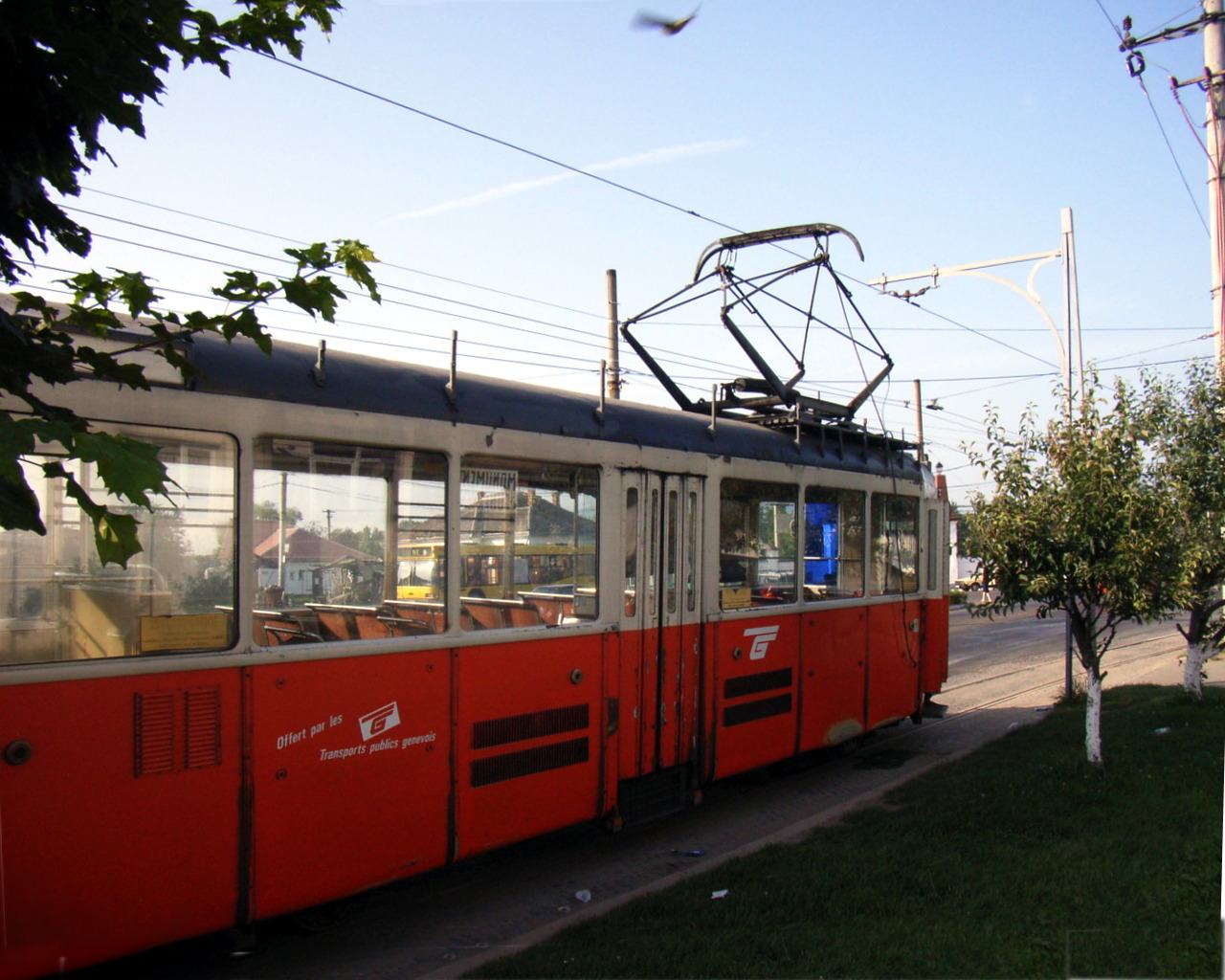
Tramvia Sibiu –Rășinari

Des del 1947, Rășinari va estar vinculat a Sibiu per una línia de tramvia elèctrica que creuava el bosc de Dumbrava, però el servei es va fer esporàdic a finals de la dècada de 2000 i va cessar completament el 28 de febrer de 2011. L'operació molt limitada que es va dur a terme més tard (principalment només per a grups turístics visitants) va acabar el 2012 i fou seguida el 2013 per l'inici de les obres de desmantellament de la línia. S'espera tornar a obrir una part com a tramvia patrimonial. Els tramvies que s’utilitzaven des de mitjans dels anys 90 es feien servir anteriorment a Ginebra i conservaven els seus senyals en francès. El 2013, es van vendre a Rășinari per un preu baix i es van traslladar al final de la línia de tramvia de Rășinari, just abans de començar les obres de retirada de les vies i els cables del carretó aeri. Els funcionaris de Răşinari intenten obtenir finançament per construir un petit dipòsit (carhouse) i reobrir una part de la línia com a atracció turística.
El 2018, es va reobrir la línia de tramvia entre Rășinari i el zoo de Dumbrava al públic.

## Demografia
El cens del 1930 registrava 5281 habitants, dels quals 5229 eren romanesos, 32 gitanos, 13 alemanys, 4 hongaresos. Al cens del 2002 es van mantenir els mateixos percentatges, amb 5529 habitants registrats.

## Prislop

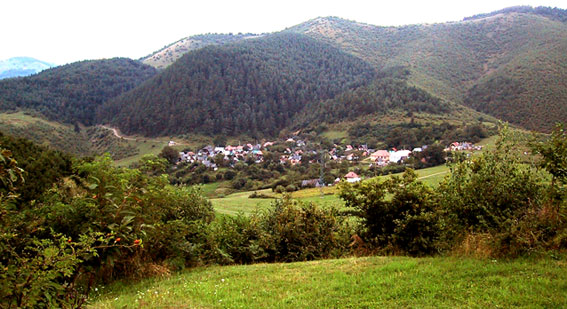
Poble de Prislop

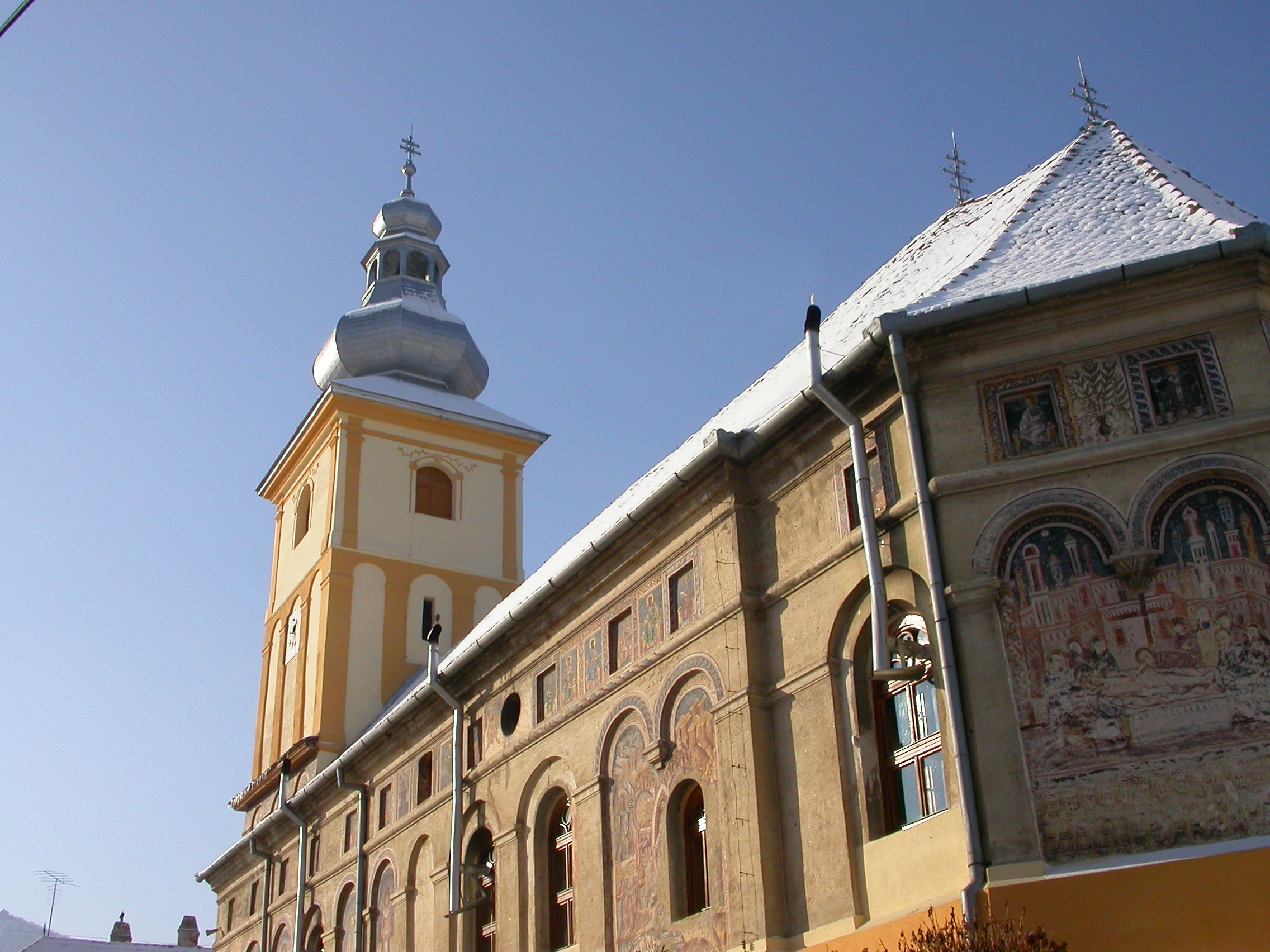
Església ortodoxa de la Santíssima Trinitat

El poble de Prislop té al voltant de 300 residents (a partir del 2010), dels quals uns 15 són de romanès ètnic i la resta romaní. No obstant això, al cens del 2002, aquests últims es van declarar romanesos, ja que parlen romanès i no romaní. Això va provocar que el poble perdés l'oportunitat de sol·licitar fons de la Unió Europea per a la integració dels gitanos. Hi ha una escola des del parvulari fins a 4t de primària; els alumnes que acaben poden continuar fins a vuitè de primària a Răşinari.

## Llocs d'interès
- Monument Andrei Șaguna
- Església "St. Parascheva"
- Casa commemorativa Octavian Goga
- Les ruïnes de la fortalesa medieval de la Ciutadella de Cetățuia
- Museu Etnogràfic
- Ward Museum (establert a l'antiga residència dels bisbes)